# انتيشط
انتيشط بلدية ريفية تابعة لمقاطعة بوتلميت وتعتبر أكبر البلديات الريفية في المقاطعة

## الموقع
تقع قرية انتيشط (عاصمة البلدية) على طريق الأمل وتبعد 175 كلم من العاصمة نواكشوط 25 كلم شرقي بوتلميت.

## الحدود
تحد بلدية انتيشط من الغرب بلدية بوتلميت ومن الجنوب الغربي بلدية النباغية ومن الشمال بلدية علب آدرس ومن الشرق بلدية آجوير ومن الجنوب بلدية بوطلحاية التابعة لمقاطعة الركيز

## السكان
تضم البلدية عشرين تجمعا قرويا وبلغ عدد السكان فيها 9717 نسمة (حسب إحصاء 2000).

## أهم القرى التابعة للبلدية
عرفات، ايجناون، البقيع، الخزباري، الخضر، بوغابة، الغامات 1 و2، أوحيتو، ولند